# Dorfkirche Zinnitz

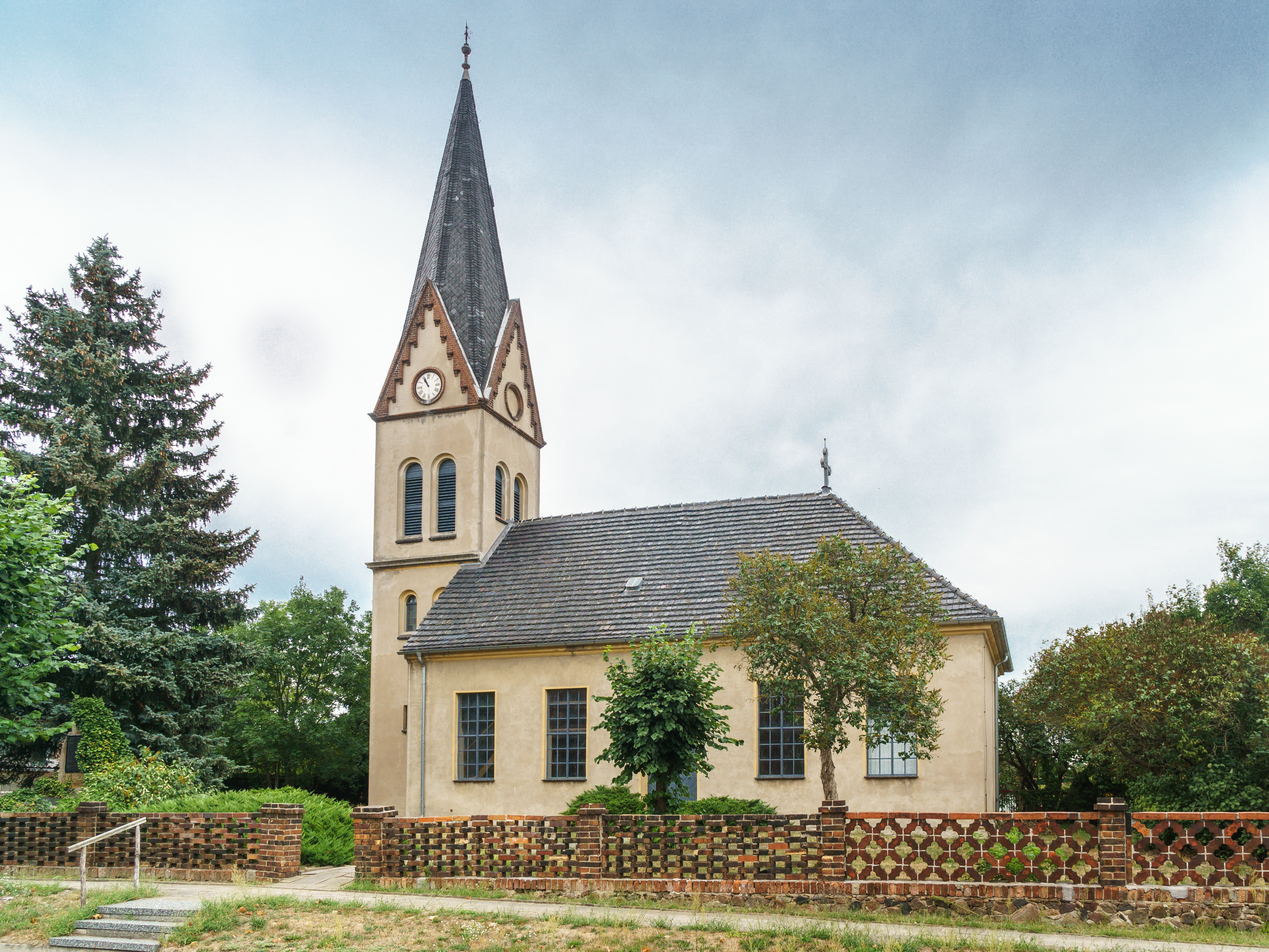
Dorfkirche Zinnitz (2018)

Die evangelische Dorfkirche Zinnitz ist eine Saalkirche im Ortsteil Zinnitz der Stadt Calau im Landkreis Oberspreewald-Lausitz in Brandenburg. Sie gehört zur Kirchengemeinde Zinnitz im Kirchenkreis Niederlausitz der Evangelischen Kirche Berlin-Brandenburg-schlesische Oberlausitz.

## Lage
Die Zinnitzer Dorfstraße führt von Westen kommend in östlicher Richtung durch den Ort. Im historischen Zentrum steht südlich der Straße das Schloss; nördlich davon die Kirche auf einem Grundstück, das nicht eingefriedet war. Nach 1945 wurde die ehemalige Mauer aus Formziegeln vor dem Schloss demontiert und stattdessen vor der Kirche neu aufgebaut.

## Geschichte
Der Bau des Sakralbaus hängt eng mit dem Schloss Zinnitz zusammen. Ende des 18. Jahrhunderts war das Schloss im Besitz des Generalmajors Philipp Ludwig Siegmund Bouton des Granges, seit 1778 auch erster Chef des unter Friedrich II. neu aufgestellten Feldjäger-Regiments. Dessen Sohn, Ludwig Philipp Karl des Granges, erwarb 1795 das Anwesen von seinem Vater und ließ vermutlich um 1818/1819 ein neues Herrenhaus errichten. Zu dieser Zeit entstand auch die Kirche. Die Mauersteine wurden vor Ort in Bathow hergestellt. Es gilt als wahrscheinlich, dass Eduard Glietsch um 1850 eine Orgel errichtete. Im Jahr 1900 erhielt die Kirche unter der Leitung des Calauer Baumeisters Noack einen Westturm.

## Baubeschreibung

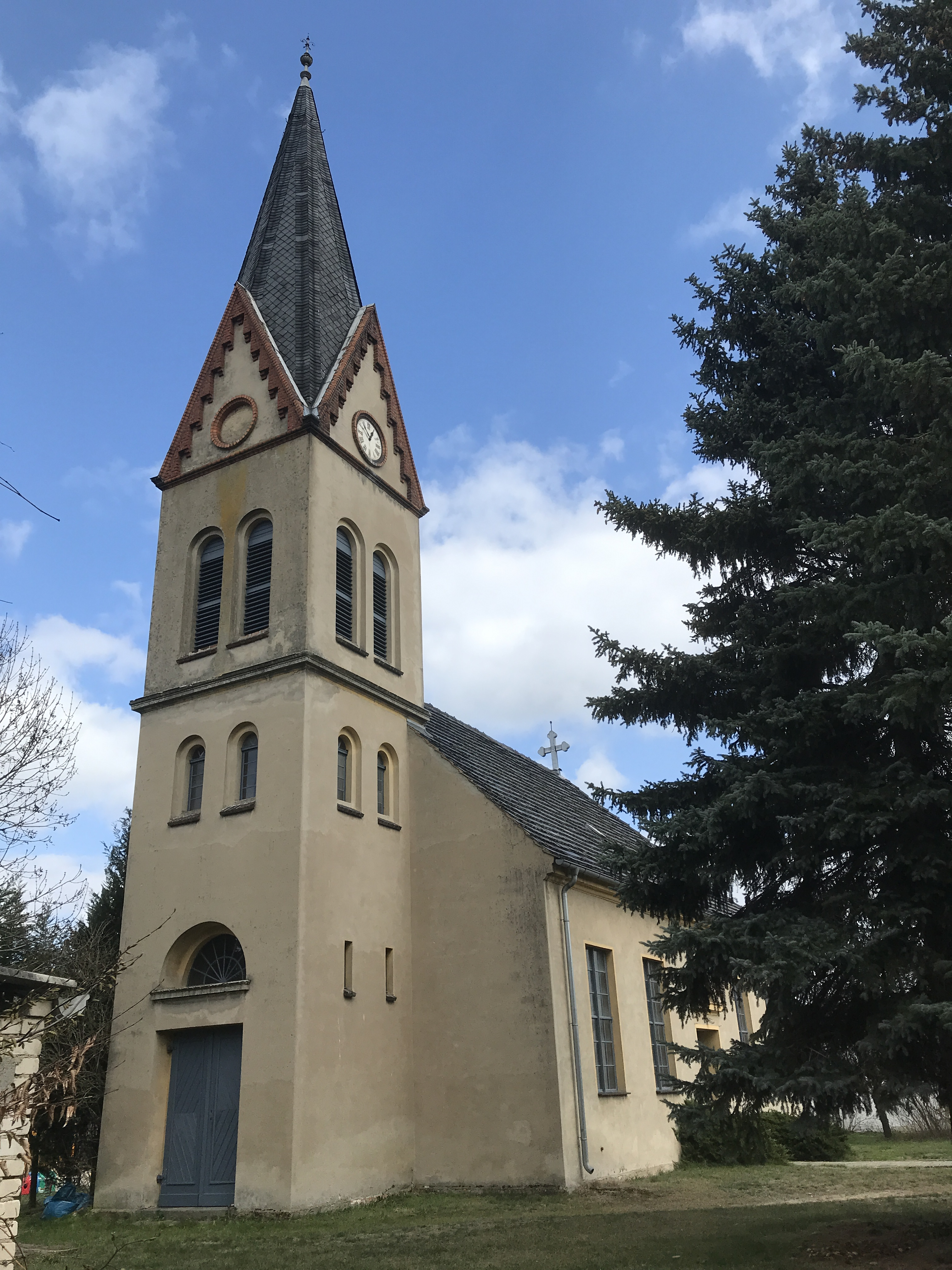
Ansicht des Turms (2019)

Das Bauwerk entstand im Wesentlichen aus Mauersteinen, die anschließend verputzt wurden. Der Chor ist gerade, nicht eingezogen und an seiner Ostseite fensterlos.
Daran schließt sich nach Westen das Kirchenschiff an. Es hat einen rechteckigen Grundriss und ist vergleichsweise schlicht gehalten. An der Nordseite sind insgesamt vier Fenster sowie mittig eine gleich große, rechteckige Blende. An der Südseite sind weitere vier, achssymmetrisch angeordnete Fenster. Mittig ist eine rechteckige Pforte, darüber ein halbkreisförmiges Oberlicht.
Im Westen steht der neoromanische Kirchturm. Er hat einen quadratischen Grundriss und ist gegenüber dem Schiff stark eingezogen. Er kann über eine ebenfalls rechteckige Pforte von Westen her betreten werden; darüber ein weiteres halbkreisförmiges Oberlicht. An der Nord- und Südseite sind in dieser Höhe je zwei kleine und hochrechteckige Öffnungen. Darüber sind an den drei zugänglichen Seiten je zwei paarweise angeordnete Rundbogenfenster. In Höhe des Dachfirsts des Kirchenschiffs ist am Turm ein umlaufendes Gesims. Darüber sind an jeder Seite zwei große und rundbogenförmige Klangarkaden; die nach Osten hin verkürzt ausfallen. Oberhalb eines weiteren, schlichteren Gesims folgt ein dreiecksförmiger Aufsatz mit einer Turmuhr an der Nord- und Südseite. Er geht in den Turmhelm über, der mit einer Turmkugel abschließt.

## Ausstattung
Die Kirchenausstattung stammt einheitlich aus der Bauzeit und wurde 1970 restauriert. Der Altar ist als Ädikula aufgebaut und zeigt in seinem Altarblatt Jesus Christus. Das Werk wurde um 1890 mittels Brandmalerei auf Holz geschaffen. Die Altarwand wurde 1984 nach Westen verrückt und so der Innenraum verkleinert. Dabei wurden auch die Patronatslogen verkürzt. Die Kanzel ist seitlich angeordnet. Im Westen befindet sich eine Hufeisenempore.